# Nikola Stojiljković
Nikola Stojiljković, cyr. Никола Стојиљковић (ur. 17 sierpnia 1992 roku w Niszu) – serbski piłkarz występujący na pozycji napastnika w saudyjskim klubie Al-Kholood Club.
W reprezentacji Serbii zadebiutował 24 marca 2016 w przegranym 0:1 meczu z Polską.

## Wyróżnienia

### FK Čukarički
- Kup Srbije u fudbalu: 2014–15

### SC Braga
- Taça de Portugal: 2015–16